# Fernand Lefever
Pour les articles homonymes, voir Lefever.
Fernand Lefever est un architecte belge du début du XXe siècle qui fut actif à Koekelberg, une commune de Bruxelles.
À l'aise avec tous les styles, il manie tout aussi bien l'Art nouveau et l'Art déco que l'éclectisme et le style Beaux-Arts.

## Biographie
Fernand Lefever fait partie de la deuxième génération d'architectes « Art nouveau géométrique », tendance  initiée par Paul Hankar (par opposition à la tendance « Art nouveau floral » initiée par Victor Horta : voir Art nouveau en Belgique).
Il est un des rares architectes Art nouveau à avoir été actif dans le nord-ouest de Bruxelles (principalement avenue du Panthéon et avenue Seghers à Koekelberg).
Sa production architecturale Art nouveau à Bruxelles s'étale de 1905 à 1924 : il se distingue donc par des réalisations Art nouveau postérieures à la guerre de 1914-1918, ce qui est très rare, car le style Art nouveau est « généralement abandonné après la Première Guerre mondiale ».

## Réalisations

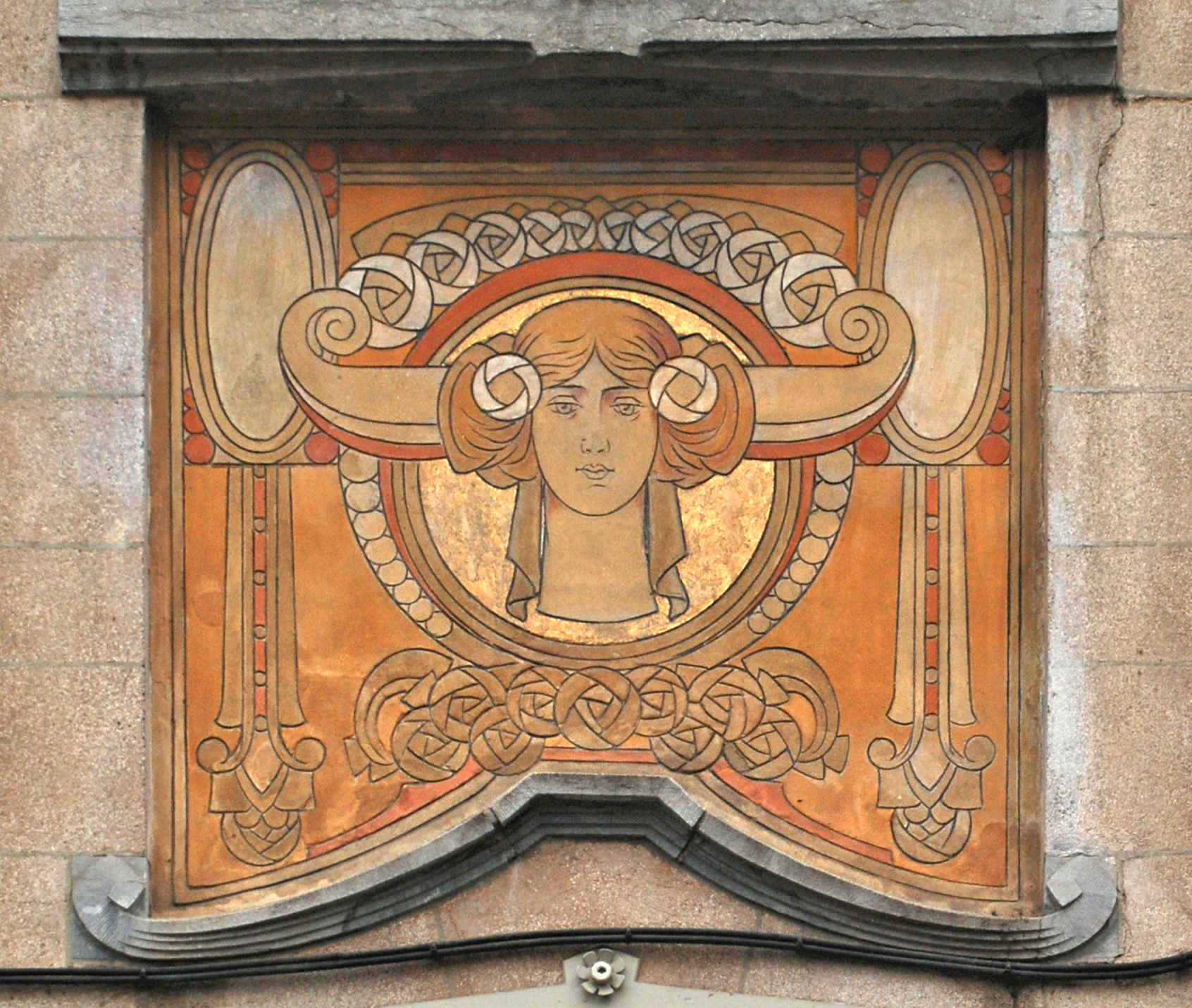
Sgraffite de la Maison Lefever.

Ses réalisations les plus remarquables sont sa maison personnelle sise au no 59 de l'avenue du Panthéon à Koekelberg, les maisons Art nouveau situées aux n° 77 et 92 de l'avenue Seghers et les maisons Art déco situées au no 58 de l'avenue du Panthéon et au no 83 de l'avenue Seghers.
« Avenue du Panthéon, il y a sept maisons qui portent sa signature. Les réalisations de Lefever sont signées en façade, en bas à droite ».
À propos de l'avenue Seghers, la brochure Koekelberg à la carte écrit : « Du Lefever, encore et toujours du Lefever ! On pourrait presque rebaptiser l'avenue du nom de l'architecte. En effet, il n'y a construit pas moins de quatorze maisons entre 1923 et 1931. Comme le long de l'avenue du Panthéon, elles sont toutes signées ».

### Immeubles de style «Art nouveau géométrique»

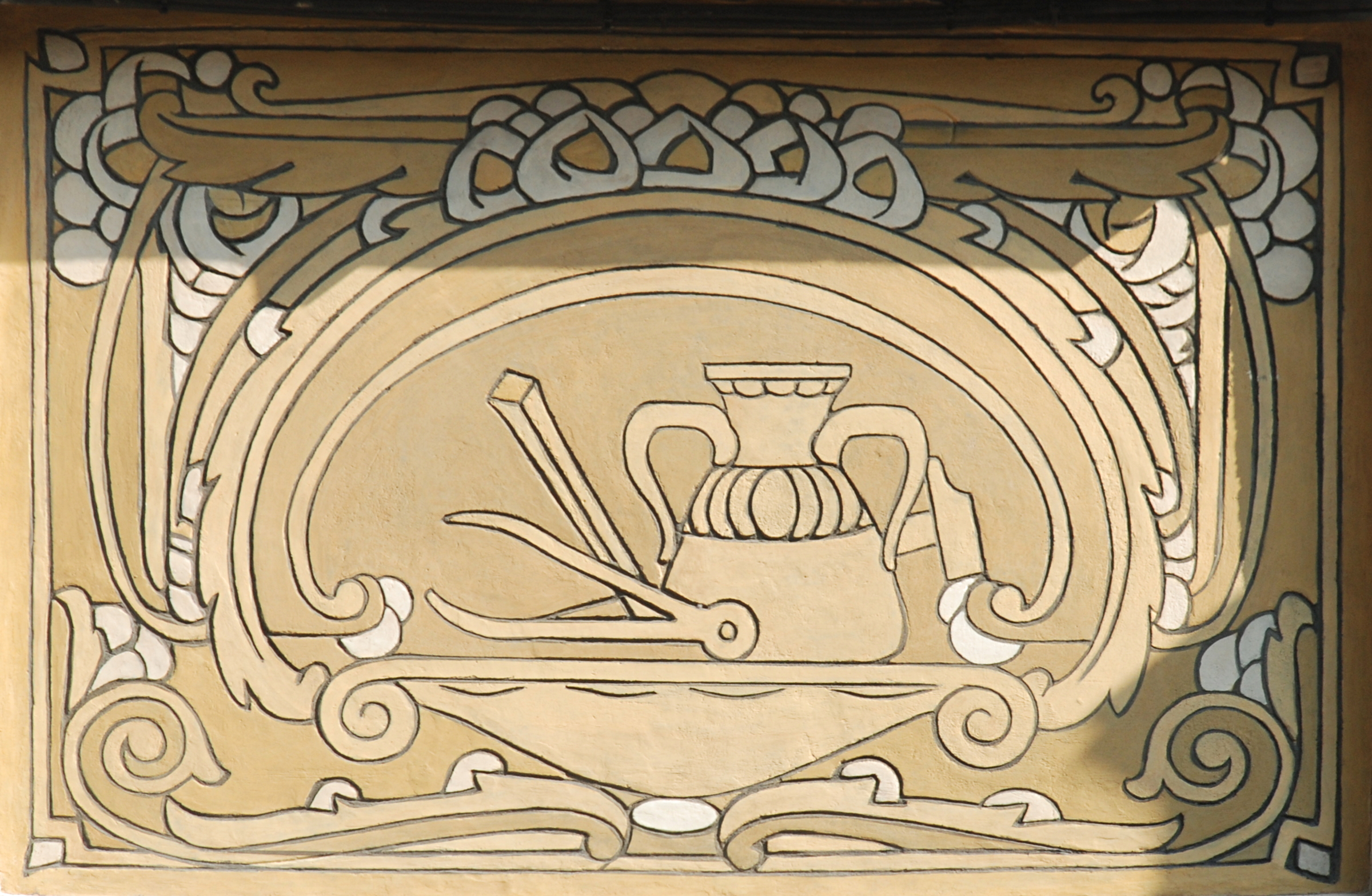
Sgraffite (avenue Seghers no 77).

- 1905-1906 : rue du Marché au Poulet, 41 (Bruxelles)[4]
- 1913 : Maison Lefever (maison personnelle de Fernand Lefever) avenue du Panthéon, 59 (Koekelberg)[5],[6],[7]
- 1916 : avenue Seghers, 92 (Koekelberg)[8]
- 1922 : avenue Seghers, 84 (Koekelberg)[9]
- 1923 : avenue Seghers, 89 (Koekelberg)
- 1924 : avenue Seghers, 77 (Koekelberg)[10]

maison décorée d'un grand panneau en sgraffite dans les tons ocres, orné de compositions florales, qui rappelle la manière de Paul Cauchie
- boulevard Léopold II, 245 (Koekelberg)[11]
- avenue Broustin (Jette)
- avenue Pangaert (Ganshoren)
- Avenue Marie-José 150 (Woluwe-Saint-Lambert) [12]

Maisons Art nouveau, avenue Seghers no 77 et no 92
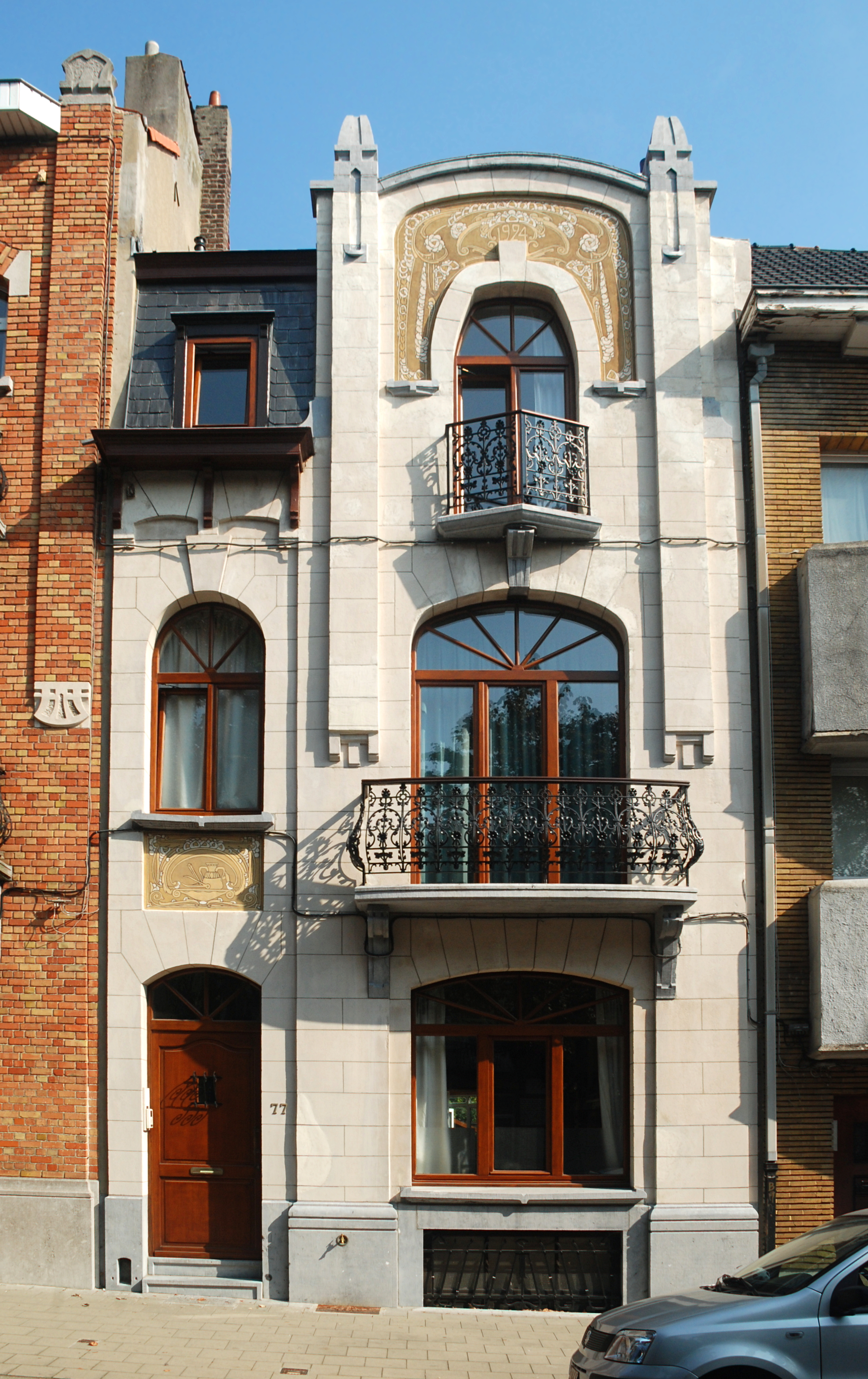
Façade du no 77.
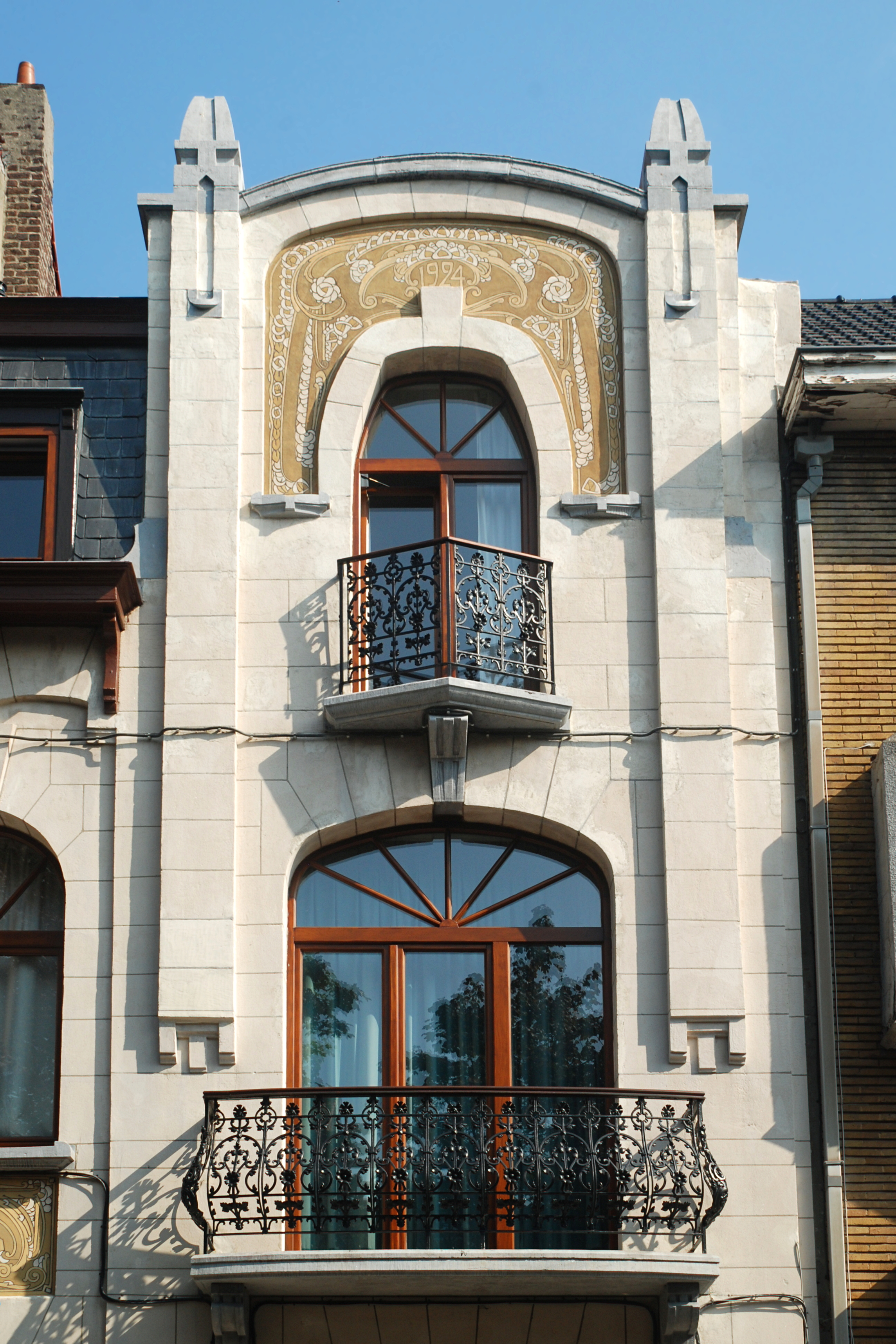
Étages du no 77.
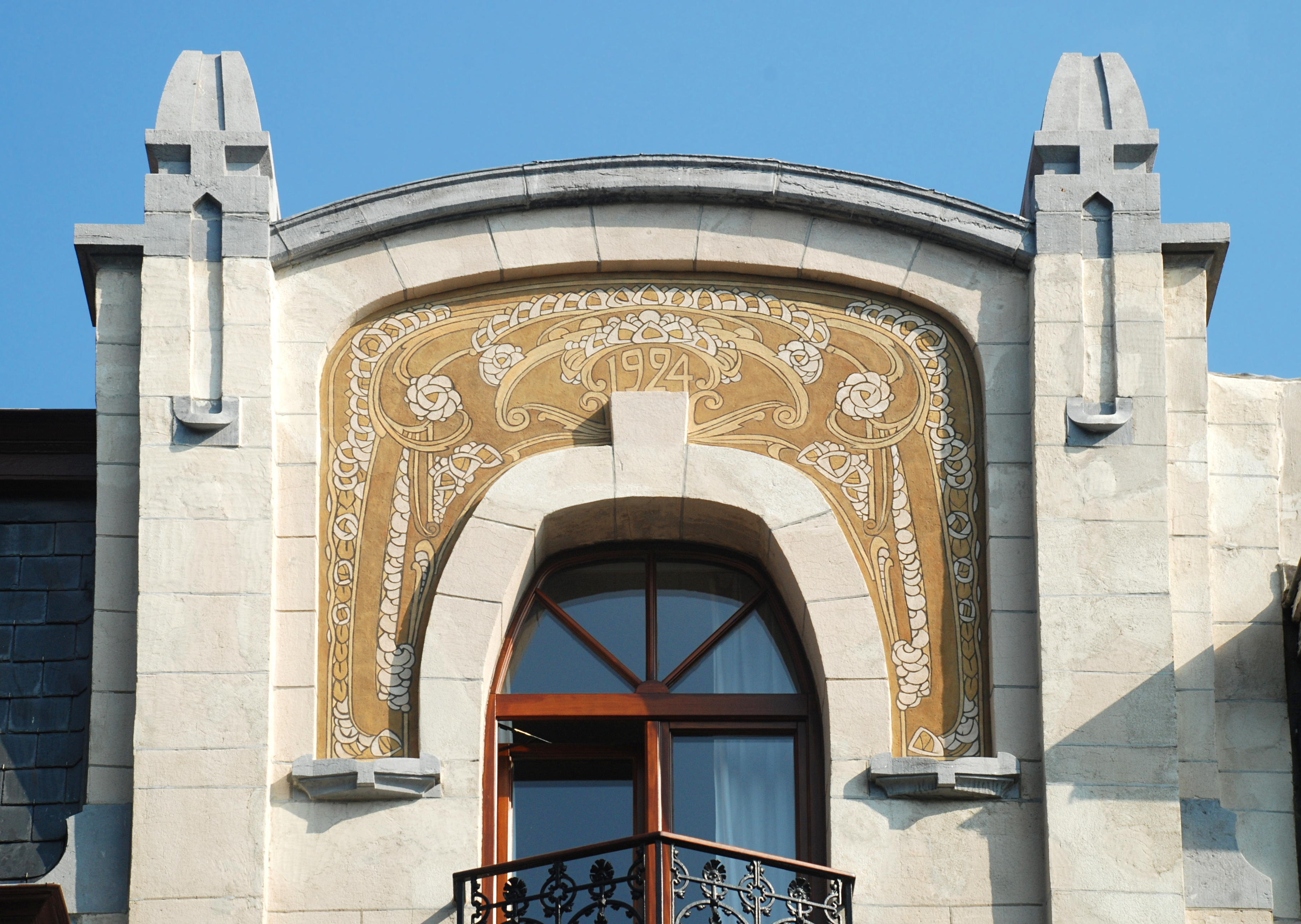
Pignon millésimé 1924 du no 77.
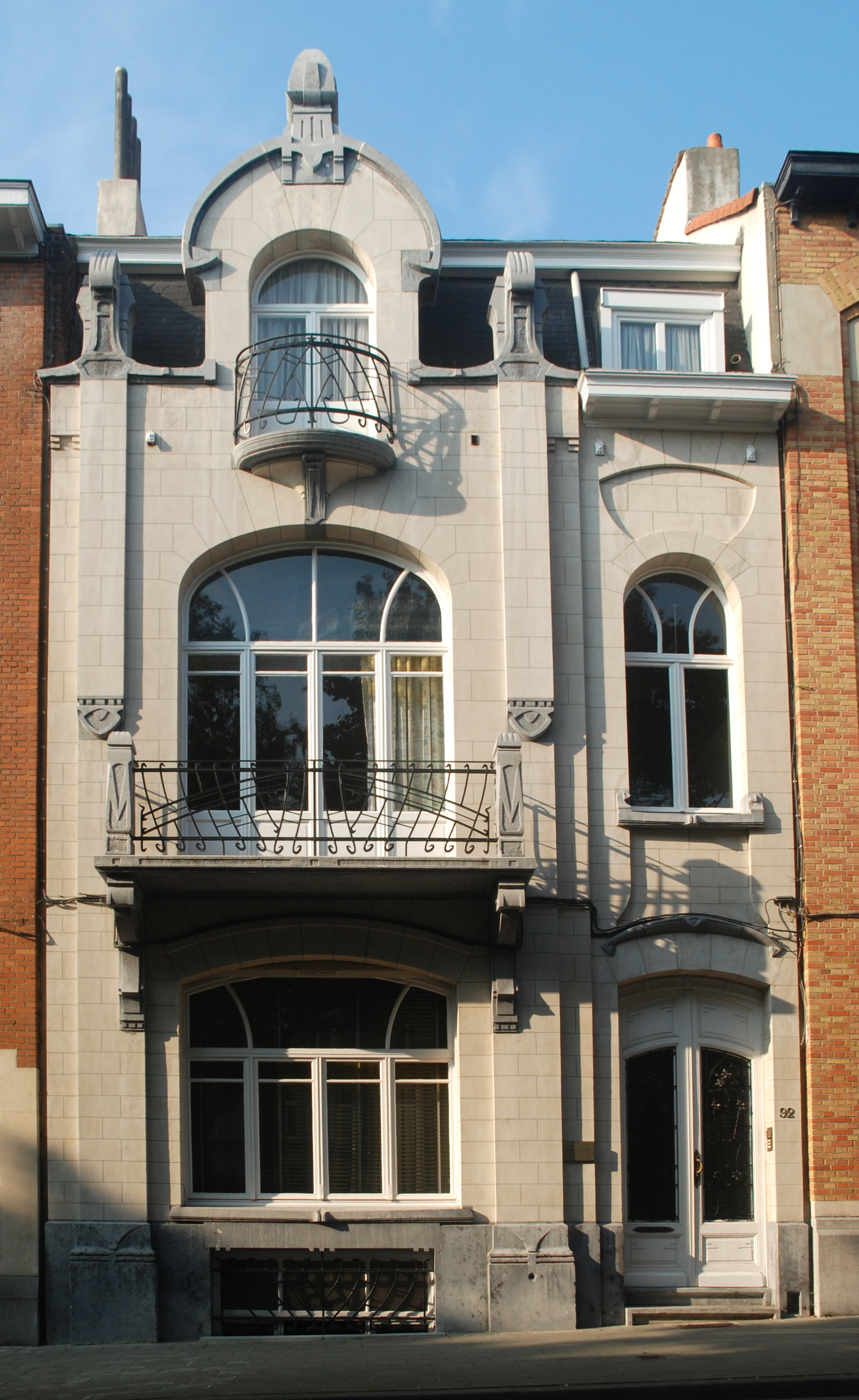
Façade du no 92.
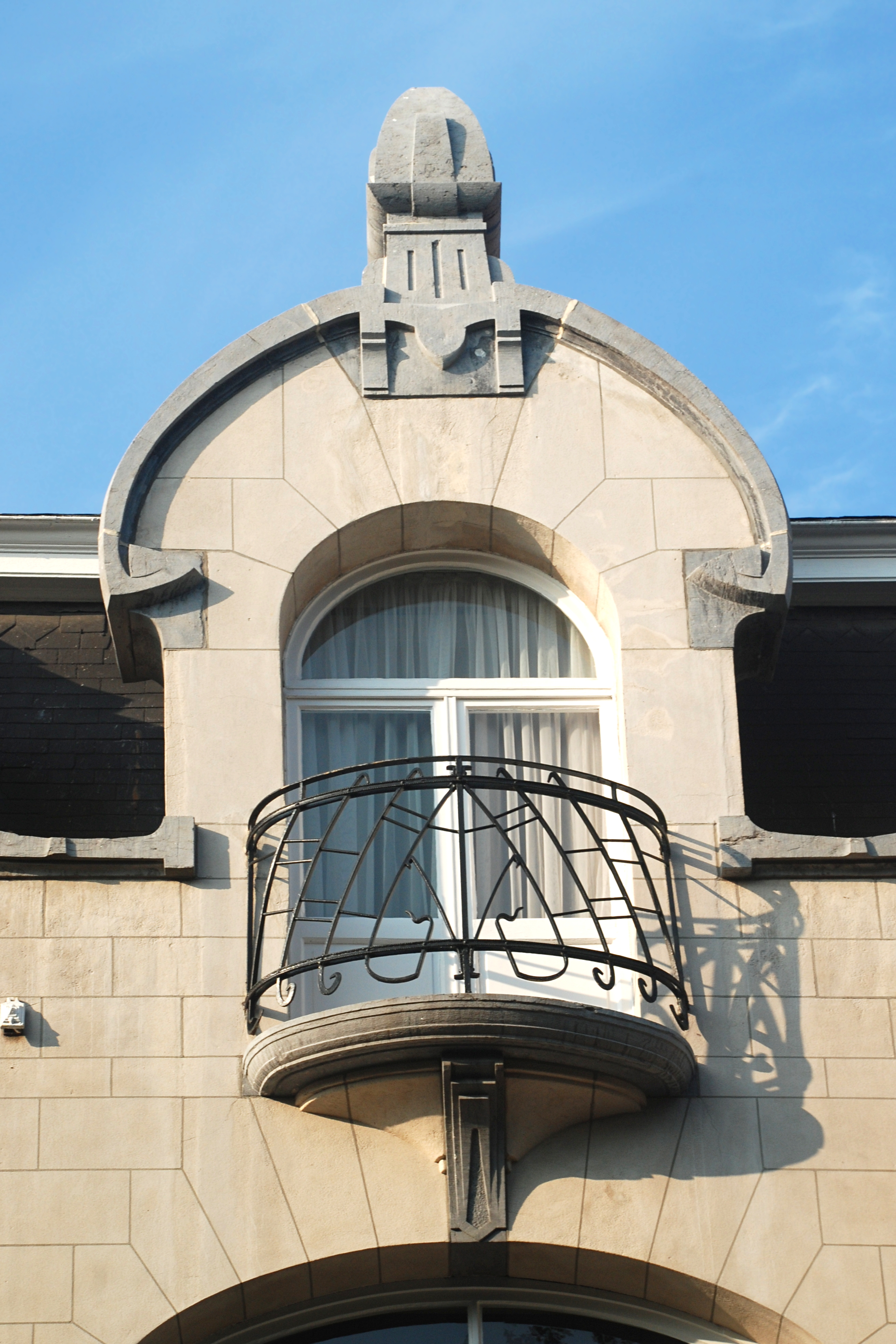
Balcon et lucarne du no 92.

### Immeubles de style «Art nouveau géométrique» teinté d'éclectisme

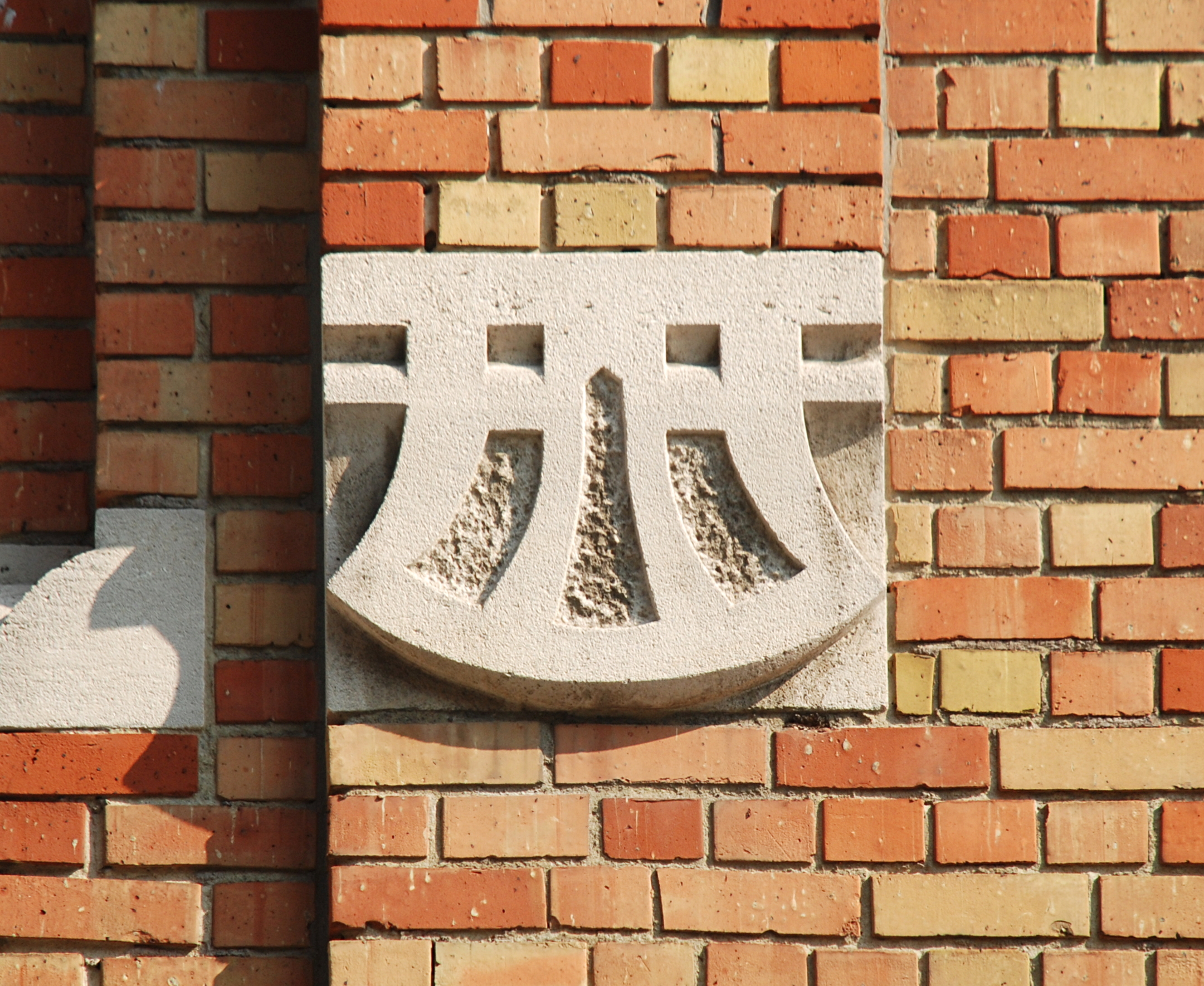
Avenue Seghers no 79
Base de pilastre.

- 1916 : avenue du Panthéon, 61 (Koekelberg)[13]
- 1922 : avenue Seghers, 82 (Koekelberg)[14]
- 1923 : avenue Seghers, 79 (Koekelberg)
- boulevard Léopold II, 249 (Koekelberg)[15]

### Immeuble de style néogothique
- 1908 : Boulevard Brand Whitlock 14 (Woluwe-Saint-Lambert)[16]

### Immeubles de style «Art déco»
- 1926 : avenue Seghers, 83 (Koekelberg)[17]
- 1927 : avenue du Panthéon, 58 (Koekelberg) : décoration de feuilles de marronnier
- 1928 : avenue Seghers, 90 (Koekelberg)
- 1928 : avenue Seghers, 94 (Koekelberg)
- 1931 : avenue Seghers, 85 (Koekelberg)
- 1932 : immeuble à appartements d'angle, avenue du Panthéon 31-32 et avenue de l'Indépendance belge 6 (Koekelberg)[1]

Maison Art déco, avenue Seghers no 83
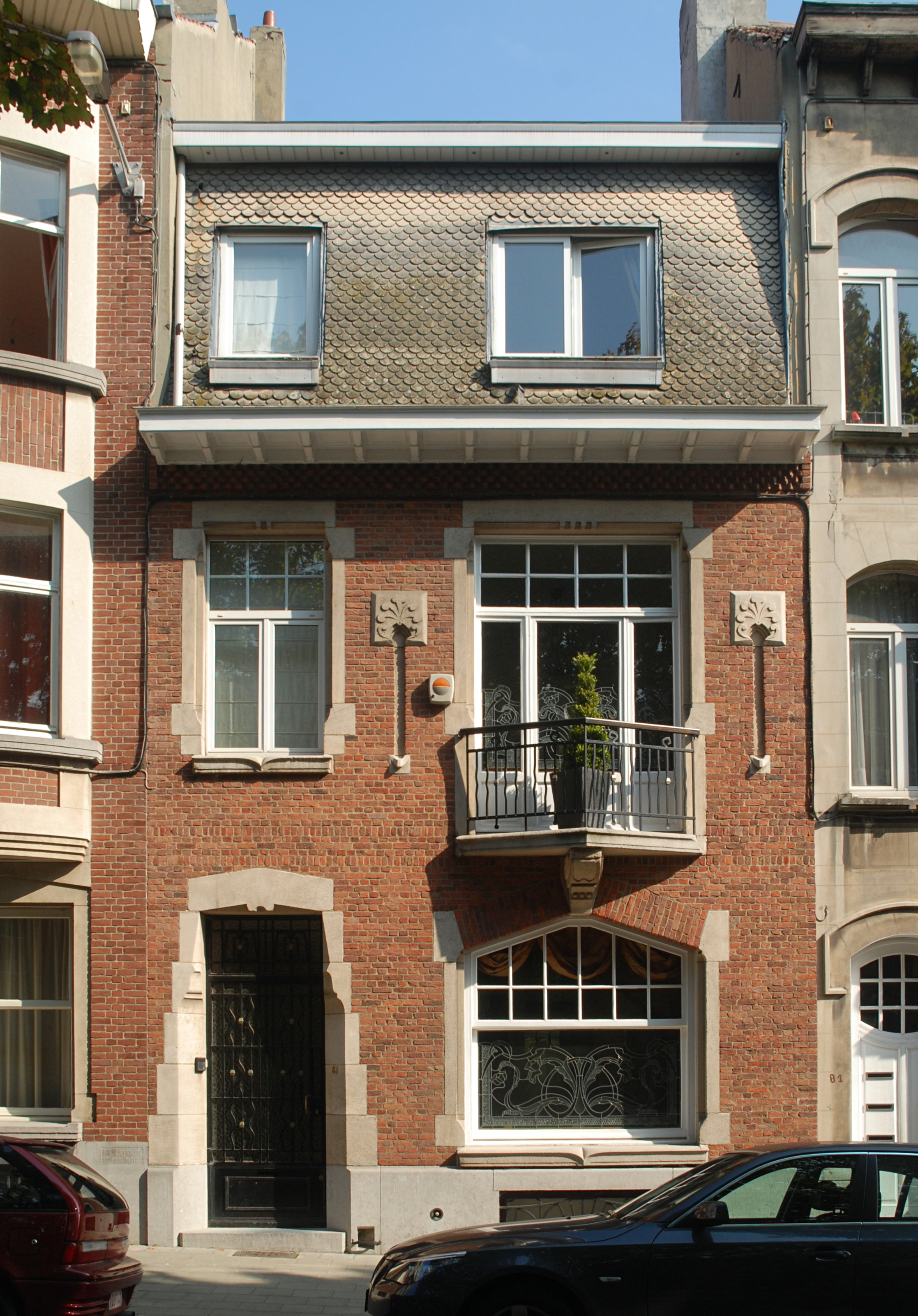
Façade.
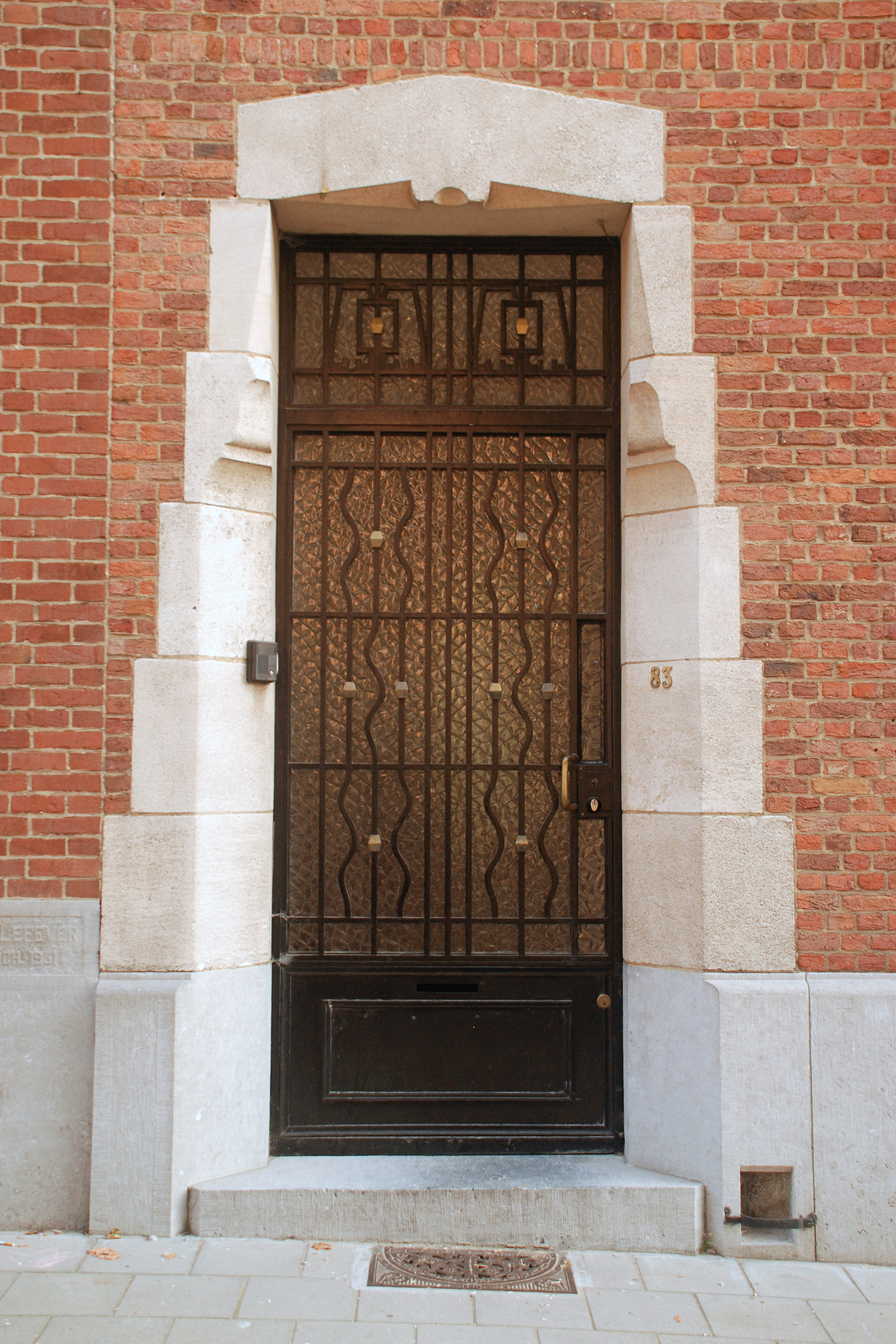
Porte.
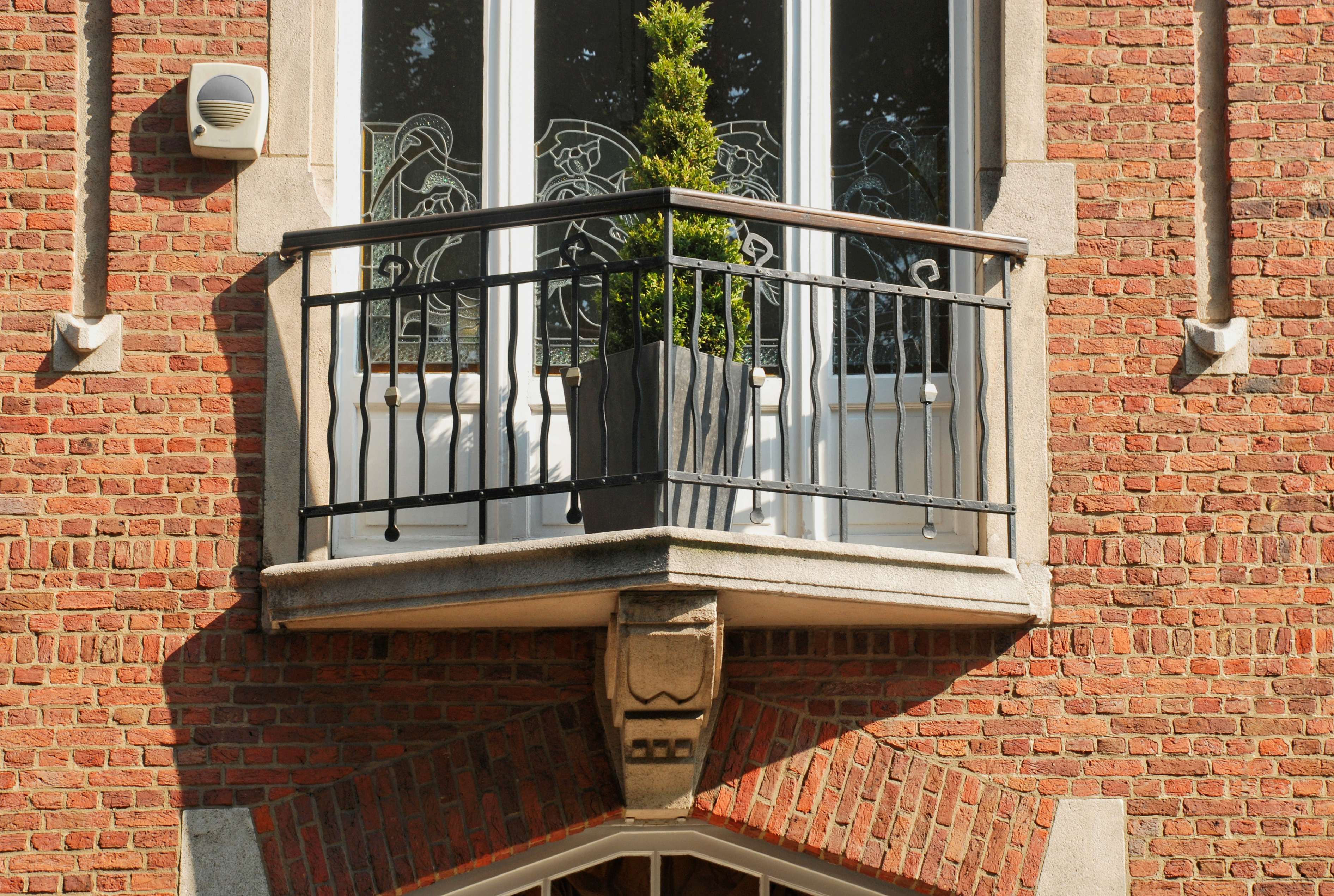
Balcon.
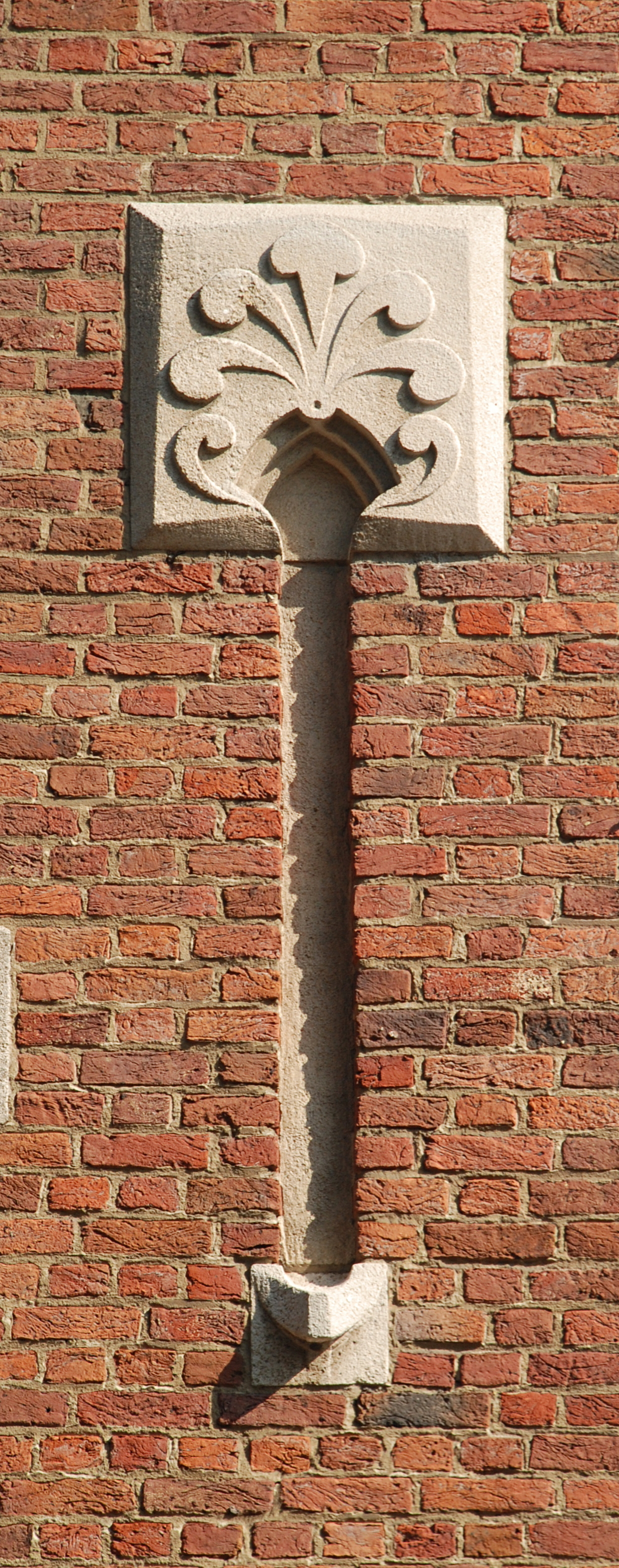
Ornement.
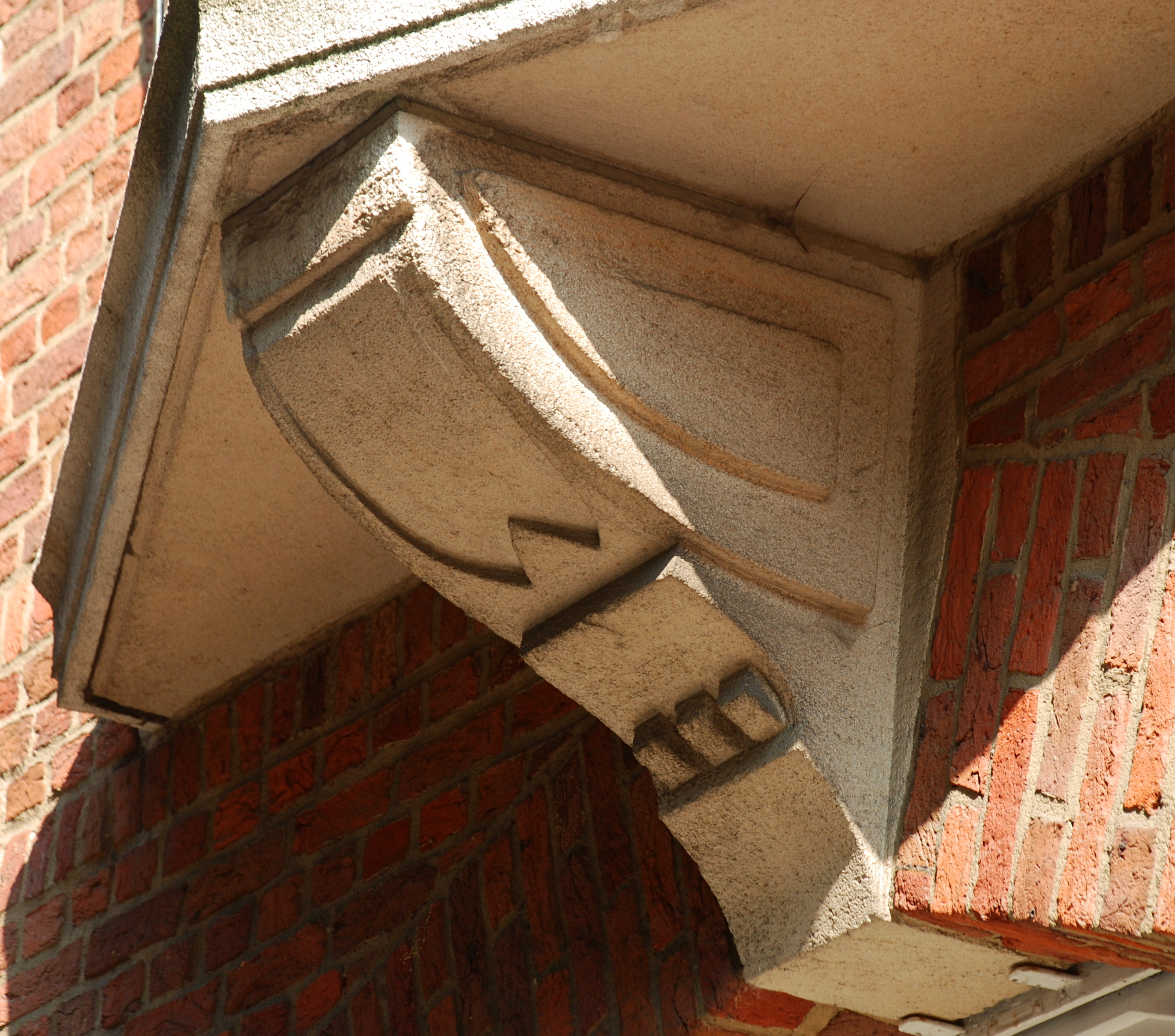
Console.

### Immeubles de style éclectique et Beaux-Arts

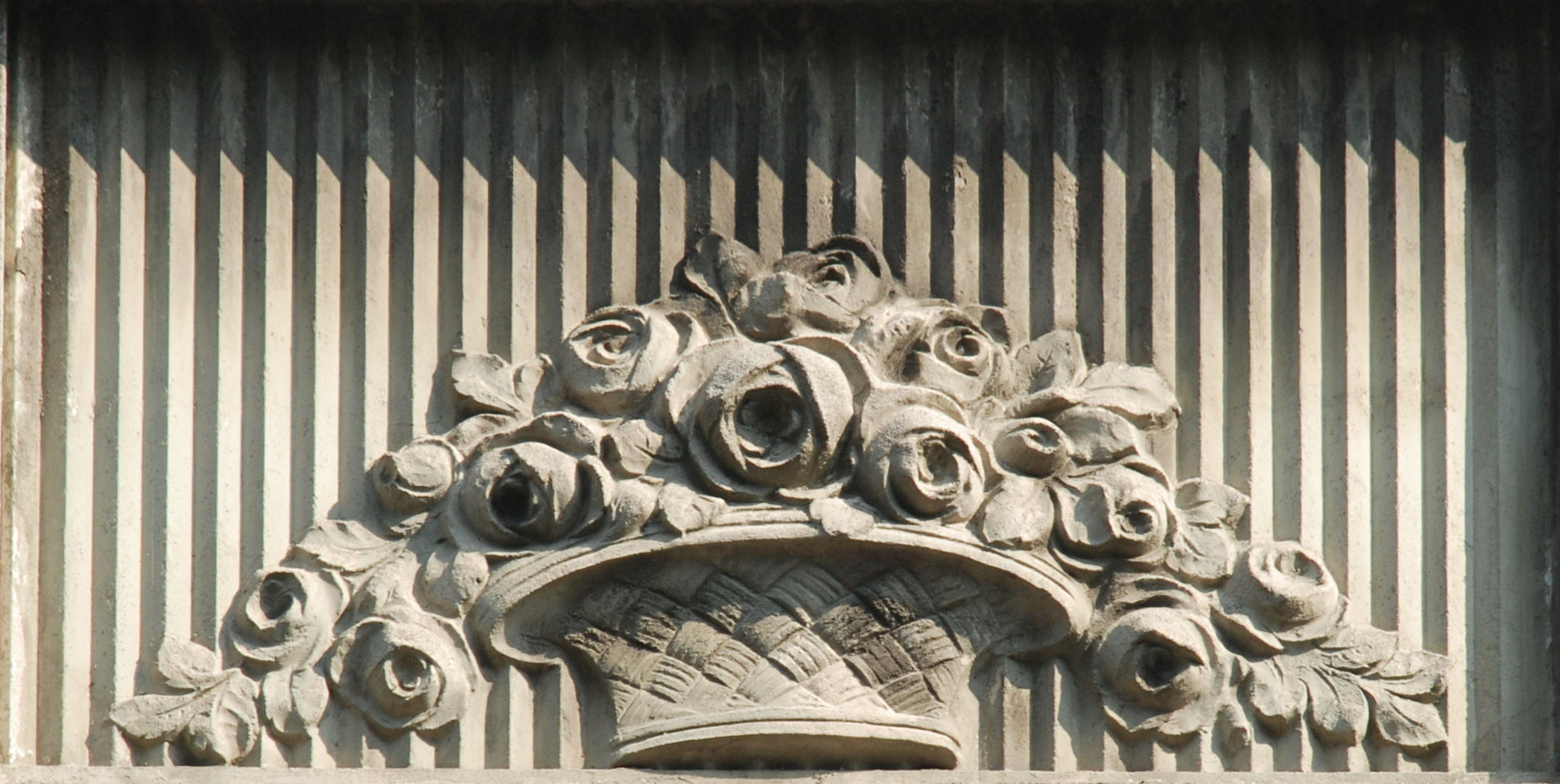
Ornement de style Beaux-Arts.
Avenue Seghers, 91-93.

Rappelons qu'en Belgique le style Beaux-Arts désigne la résurgence de l'éclectisme en architecture durant le premier tiers du XXe siècle et non l'architecture éclectique du XIXe siècle.
- 1912 : rue Émile Bouilliot, 34-36 (Ixelles)[18]
- 1912 : boulevard Lambermont, 154 (Schaerbeek)[19]
- 1921 : avenue du Panthéon, 56 (Koekelberg)[20]
- 1922 : avenue du Panthéon, 64 (Koekelberg)[21]
- 1923-1924 : avenue Richard Neybergh, 33 (Laeken)[22]
- 1924 : avenue du Panthéon, 46 (Koekelberg)[23]
- 1928 : avenue Seghers, 73 (Koekelberg)
- 1929 : avenue Seghers, 91-93 (Koekelberg)[24]
- avenue du Panthéon, 55 (Koekelberg)
- avenue Seghers, 81 (Koekelberg)